# 리치먼드 역사 마을

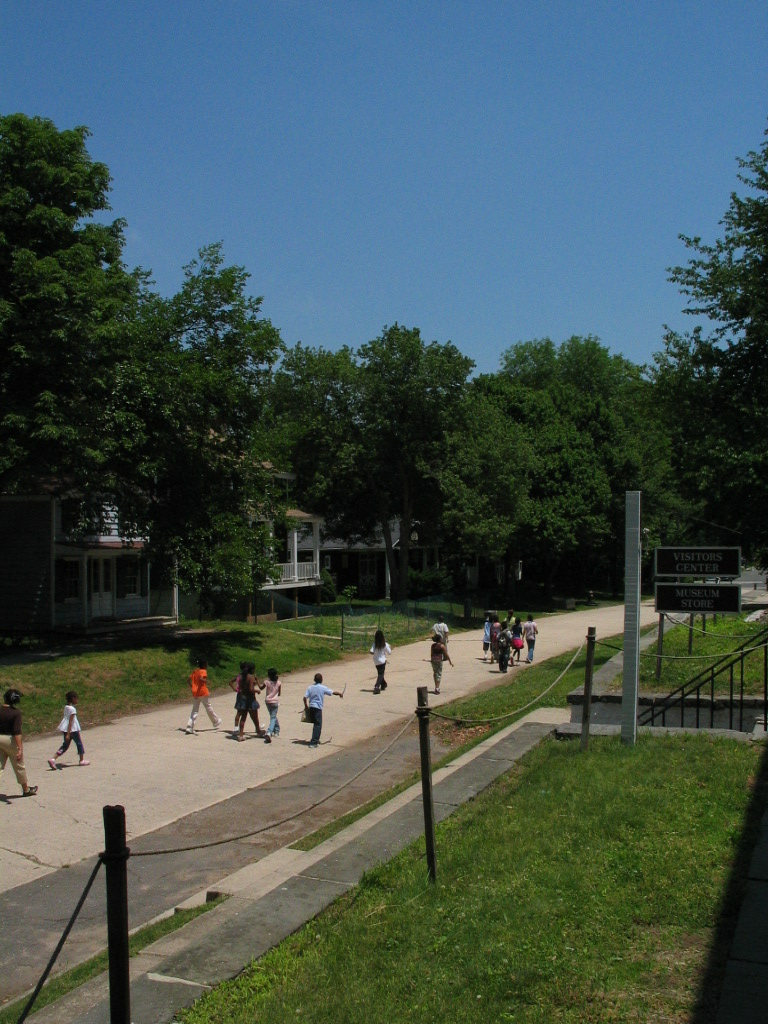
리치먼드 역사 마을

리치먼드 역사 마을(Historic Richmond Town)은 뉴욕 스태튼아일랜드에 위치한 박물관이다. 지역 역사 보존을 목적으로 1958년 스태튼아일랜드 역사 협회가 설립하였다. 17세기의 주거 문화나 공공 시설 등을 조성했다. 이 곳에서 가장 오래된 건축물운 The Britton Cottage이다.

## 같이 보기
- 민속촌